# Фархорський район
Фархо́рський район (тадж. Ноҳияи Фархор) — адміністративний район у складі Хатлонської області Таджикистану. Центр — селище Фархор, розташоване за 198 км від столиці Душанбе.

## Географія
Район розташований в долині річки Пяндж. На заході межує з Вахським та Румійським, на сході — з імені М.С.А.Хамадоні, на півночі — з Дангаринським та Восейським, на півдні — з Пандзьким районами Хатлонської області та з Афганістаном.
Район має дуже спекотний клімат. В червні та липні температура повітря досягає до +50 °C, в січні та лютому вона становить +19 °C.
Тваринний світ представлений копитними, особливо гірськими баранами. Флора ж навпаки не дуже поширена через спекотний клімат.

## Адміністративний поділ
Адміністративно район поділяється на селище та 9 джамоатів, до складу яких входить 53 сільських населених пунктів:
| Район                                      | Площа, км² | Населення, осіб (2009) | Населення, осіб (2010) | Населення, осіб (2011) | Центр        | Населені пункти |
| ------------------------------------------ | ---------- | ---------------------- | ---------------------- | ---------------------- | ------------ | --------------- |
| селище Фархор                              | -          | -                      | -                      | -                      | Фархор       | 1 селище        |
| 20-річчя Незалежності Таджикистану джамоат | -          | 13489                  | 12691                  | 13410                  | Мехнатобод   | 11 сіл          |
| Ватанський джамоат                         | -          | 20033                  | 19807                  | 20002                  | Сафармад     | 12 сіл          |
| Гайратський джамоат                        | -          | 14326                  | 13619                  | 14013                  | Дехконобод   | 2 села          |
| Галабський джамоат                         | -          | 8739                   | 8642                   | 8508                   | Маргзор      | 5 сіл           |
| Ґулшанський джамоат                        | -          | 11447                  | 11176                  | 11178                  | Ґулшан       | 5 сіл           |
| Даркадський джамоат                        | -          | 12547                  | 12943                  | 12325                  | Муходжиробод | 6 сіл           |
| Дехконаріцький джамоат                     | -          | 12053                  | 10856                  | 11756                  | Арча         | 6 сіл           |
| Зафарський джамоат                         | -          | 12006                  | 11385                  | 11223                  | Сомонійон    | 6 сіл           |
| Фархорський джамоат                        | -          | 11910                  | 10213                  | 11562                  | Аловуддін    | 5 сіл           |

### Найбільші населені пункти
| №  | Населений пункт             | Населення, осіб (2009) | Населення, осіб (2010) |
| -- | --------------------------- | ---------------------- | ---------------------- |
| 1  | Фархор                      | -                      | -                      |
| 2  | Дехконобод                  | 12838                  | 12267                  |
| 3  | Ґулшан                      | 5555                   | 5433                   |
| 4  | Сомонійон                   | 5035                   | 4775                   |
| 5  | Даркад                      | 3712                   | 3829                   |
| 6  | Кухандійор                  | 3455                   | 3413                   |
| 7  | імені Саїфа Рахімзод Афарді | 3698                   | 3336                   |
| 8  | Іттіфок                     | 3675                   | 3150                   |
| 9  | Навруз                      | 2883                   | 2779                   |
| 10 | Мехробод                    | 2645                   | 2728                   |

## Історія
На території району існує багато археологічних пам'ятників різних часів, найдавніші з яких відносяться до кам'яної доби. З раннього середньовіччя датується городище Шуртепа (Мазартепа), розташоване за 3 км на північ від Фархора. В середні віки територія району входила до складу Хутталану. В X столітті сучасний Фархор відомий як квітуче місто з розвиненим землеробством та великим населенням.
Район утворений 23 листопада 1930 року у складі Кулябської області Таджицької РСР як Пархарський. Із здобуттям Таджикистаном незалежності район отримав сучасну назву.

## Економіка
Район має невелике летовище, в селищі Фархор працює бавовноочисний завод.

## Персоналії
- Мукаддас Набієва — народна артистка Таджикистану
- Б.Махмадов — колишній міністр комунікацій Таджикистану